# 파니쉬와르나트 레누

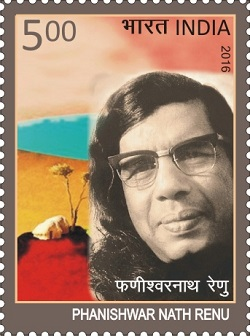

파니쉬와르나트 레누(फणीश्‍वर नाथ रेणु, 1921년 3월 4일 ~ 1977년 4월 11일)는 인도의 힌디 문학 작가이다. 자신의 작품에 지역적인 문화, 방언을 많이 사용하는 작가로써 그의 작품을 안짤리끄(regional)라고 불린다.

## 문학 작품
1. 소설
  1. 멜라 안짤(1954)
  2. 빠르띠 빠리까타(1957)
  3. 줄루스(1965)
2. 단편집
  1. 투므리(1960)